# Bouillé-Ménard
Bouillé-Ménard è un comune francese di 751 abitanti situato nel dipartimento del Maine e Loira nella regione dei Paesi della Loira.

## Società

### Evoluzione demografica
Abitanti censiti